# Лошкаринское сельское поселение
Лошкаринское сельское поселение — муниципальное образование в составе Советского района Кировской области России.
Административный центр — деревня Лошкари.

## История
Лошкаринское сельское поселение образовано 1 января 2006 года согласно Закону Кировской области от 07.12.2004 № 284-ЗО.

## Население
| 2010 | 2012 | 2013 | 2014 | 2015 | 2016 | 2017 |
| ---- | ---- | ---- | ---- | ---- | ---- | ---- |
| 453  | ↘426 | ↘404 | ↘398 | ↘388 | ↘354 | ↘353 |
| 2018 | 2019 | 2020 | 2021 |      |      |      |
| ↘347 | ↘340 | ↘329 | ↘326 |      |      |      |

## Состав сельского поселения
| № | Населённый пункт | Тип населённого пункта          | Население |
| - | ---------------- | ------------------------------- | --------- |
| 1 | Костыли          | деревня                         | 0         |
| 2 | Лошкари          | деревня, административный центр | 369       |
| 3 | Родино           | деревня                         | 84        |

### Упразднённые населённые пункты
Деревня Мазурино.